# 河東の乱
河東の乱（かとうのらん）は、戦国時代の天文6年（1537年）から天文14年（1545年）までの間に、駿河国（静岡県中部および東部）で起こった駿河の今川氏と相模国の北条氏との戦いである。河東一乱とも呼ばれる。「河東」は争奪の対象となった富士川以東の地域を、戦国時代に武田家、今川家、北条家の三国が隣接していた富士川から黄瀬川までの一帯を三家は河東郡と呼称したのが始まりだが、公的には河東郡という郡は存在せず（公式には駿東郡と富士郡の一部）、当事者である三家が必要上呼称していた。

## 背景

### 今川氏と伊勢盛時・北条氏綱父子
今川義忠の死後に発生した家督争いは、義忠の遺児である龍王丸（後の今川氏親）を後見していた室町幕府官僚出身の叔父・伊勢盛時（北条早雲）によって収められ、その功績で駿河国富士郡下方地域（潤井川左岸）を与えられ、駿東郡南部にあった興国寺城に入った（異説あり）。その後、盛時は伊豆国を平定し、さらに相模国・駿河国の国境地域を支配していた大森氏を破って小田原城を手に入れた。盛時は立場的には氏親の家臣であり、氏親を「屋形様」と仰いでその軍事作戦に従事しているが、伊豆国および大森領の制圧は盛時独自の軍事行動であったと内外からは認識されていた。また、大森氏は駿河国駿東郡の北部を支配していたものの、相模を支配していた扇谷上杉家と主従関係を結んでいたため、その地域には長く今川氏の影響力が及んでいなかった。このため、富士郡や駿東郡南部に関しては今川氏は盛時よりも上位権力者としての権限を行使できるが、伊豆国および駿東郡北部では盛時が排他的な支配権を確立して今川氏は上位権力にはなり得なかった。
こうした二重構造は、盛時自身の意識は別として、伊勢氏を自らの被官とみなす今川氏と、伊豆一国を支配する今川氏と対等の存在と意識する盛時の家中との間で認識のずれとなって現れる。永正16年（1519年）、伊豆・相模両国の支配を確立していた伊勢盛時が死去して息子の氏綱が継ぐと、血縁関係に由来する両氏の主従関係が崩れることになる。その頃、今川氏親は甲斐の武田氏と抗争を続けており、永正17年（1520年）に甲斐に侵攻した。ところが、それまで甲斐遠征に従軍してきた伊勢氏は従軍を拒絶する姿勢を示した。また、大永5年（1525年）には北条氏綱（大永年間初頭に北条と改姓）が武田氏と和睦をしてただちにその武田氏と開戦するという不可思議な行動に出ている。これは、今川氏の家臣としての武田氏との抗争からは離脱する一方で、伊豆・相模の支配者として武田氏とその支配を争っていた津久井城を確保するために戦端を開いたと理解できる。一方、今川氏親も、軍事行動への参加を拒否して自立を強める氏綱に対して父・盛時に与えた富士郡などの所領を安堵しなかったとみられている。
大永6年（1526年）に北条氏とともに駿東郡に侵入した武田軍を撃退したのを機に、武田氏との抗争は収束して氏輝期に向かっていく。これに対して北条氏は、享禄3年（1530年）と天文4年（1535年）に甲斐へ出兵している。また、今川氏と北条氏は関係強化のために、今川氏輝の妹瑞渓院を北条氏綱の嫡男氏康に嫁がせている。一方、武田氏はこれに対抗するために武蔵国において北条氏と対峙していた扇谷上杉家との同盟を図り、上杉朝興の娘が甲斐国守護武田信虎の嫡男・晴信（信玄）の室となるが間もなく死去している。

### 花倉の乱
天文5年（1536年）3月17日に今川家当主の氏輝とその弟の彦五郎が急死すると、氏親正室である寿桂尼による栴岳承芳擁立に家老・福島氏と承芳の庶兄・玄広恵探が反発して戦乱が勃発するが、北条氏の支援を受けた承芳派が勝利し、承芳は還俗して義元と名乗った。

### 甲駿同盟
当主となった今川義元は翌天文6年（1537年）2月に武田信虎の娘である定恵院を正室に迎え、甲駿同盟が成立した。その背景として、今川氏の立場からすれば花倉の乱による混乱を鎮静化させて国内を安定化させるために、国外における不安材料であった武田氏との連携を望んだのが最大の理由であったと考えられている。

## 第一次河東一乱

### 北条氏綱による河東地域への侵攻
北条氏は甲相国境において武田方と抗争していたため、甲駿同盟の成立を駿相同盟の破綻とみなした北条家当主の氏綱は、2月下旬に駿河へ侵攻する。義元は軍勢を出して氏綱の軍勢を退けようとしたが、氏綱は富士川以東の地域（河東）を占拠した。氏綱は、今川家の継承権争いで義元と反目していた遠江（静岡県西部）の堀越氏（氏綱娘が堀越六郎室）、井伊氏、三河戸田氏、奥平氏らと手を結び、今川を挟み撃ちにした。これによって義元の戦力は分断されてしまい、信虎と上杉朝興は義元に援軍を送ったものの、河東から北条軍を取り除くことは出来なかった。しかも、上杉朝興が4月に急逝して幼少の朝定が継承した混乱に乗じて、氏綱は兵を扇谷上杉家の本拠である河越城に向けてこれを攻め落とした。今川・扇谷上杉両家は勢力圏を縮小させてしまい、連合軍の大敗に終わったと言える。
前述のように、今川氏が甲駿同盟を締結した理由は国内の安定に専念する意図があったと考えられ、駿相同盟を破棄する考えはなかったとみられている。しかし、武田氏と敵対する北条氏の反応を読み間違えた結果、北条氏から一方的な攻撃を受ける結果となってしまい、今川氏側には北条氏への強い不信感が残る結果となった。

### 北条氏と武田氏の和睦
天文10年（1541年）には甲斐で武田信虎が駿河へ追放され、嫡男の晴信が当主となり信濃侵攻を開始する。相模でも氏綱が死去し氏康が家督を継承。氏康は河東における今川氏との対峙と並行して北関東への進出を企図し、晴信も佐久・小県において扇谷上杉家の同盟者であった山内上杉家と対峙することになったことで、互いの利害が一致することになり、天文13年（1544年）には武田北条間和議が結ばれるが、実際にはこれが甲相同盟の成立であったと考えられている。なお、天文14年（1545年）に武田軍が伊那郡に出陣した際には北条・今川共に援軍を派遣しており、今川義元もこの情報を入手していたと思われる。

## 第二次河東一乱

### 今川義元による河東地域奪還行動
天文14年（1545年）、義元は北条氏に占拠されたままの河東を奪還すべく行動を開始した。義元は晴信による仲介のほか、独自に北条氏との和睦の道を探り、京都より聖護院門跡道増の下向を請うて北条氏康との交渉を行ったが、このときは氏康が難色を示し不調に終わる。そのため義元は、引き続き武田を仲介に和睦を模索しつつも、道増の帰洛後ただちに軍事行動を起こした。
ただし、衝突の兆候は前年の天文13年（1544年）段階からあり、同年10月に今川・北条両軍が衝突し、将軍足利義晴が幕臣の大舘晴光や進士晴舎を介して両者の停戦と和平交渉を図った文書が確認できる。また、同じ年に駿東郡を本拠とする北条氏の従属国衆である葛山氏元が北条氏を離反して今川氏に従属している。氏元の養父葛山氏広は伊勢盛時（北条早雲）の子が葛山氏の養子に入ったとされ、氏元自身も北条氏綱の娘婿であった。
義元は晴信や北関東において北条方と抗争していた山内上杉氏の上杉憲政に、北条氏の挟み撃ち作戦を持ちかける。7月下旬、義元は富士川を越え、善得寺に布陣。義元と信玄は対面して申し合わせた。氏康率いる北条軍は駿河に急行してこれに応戦したものの、今川・武田が駿河、山内上杉が関東で同時に軍事行動に出て北条軍の兵力を分断する作戦に打って出たことで、前回の第1次とは逆に挟み撃ちにされてしまった。
晴信率いる武田軍は9月9日に甲府を出発しているものの、14日に途中の本須で氏康の書状を受け取ってから15日に駿河大石寺に入り、翌16日、今川軍に武田軍が合流している。しかし、ここまでの晴信の行軍は意図的に大回りをしたり、本須で逗留するなどの遅延行動を行っており、北条と今川の間で板挟みになっていた晴信は氏康と和議の仲介の申し入れを行っていたと思われる。今川・武田の連合軍の攻撃に押された北条軍は、吉原城を放棄し三島（静岡県三島市）に退却。9月16日に吉原城は自落する。そのままの勢いで今川軍は三島まで攻め入り、北条幻庵の守る長久保城（駿東郡長泉町）（一説には城将は葛山氏元）を包囲し、今井狐橋などで戦闘に及んだ（狐橋の戦い）。関東では山内・扇谷連合の大軍に武蔵国河越城を包囲され氏康は窮地に陥っていた。

### 武田晴信による和睦仲介
9月27日に入ると、両軍の衝突は小康状態となり、10月に入ると晴信の仲介による和平交渉が開始された。そして、10月22日、長久保城を今川氏に引き渡すことなどを条件に今川義元と北条氏康が停戦に合意、24日には関東での戦いの当事者でもあった関東管領山内上杉憲政を加えた3者から晴信を中人とする和睦を受け入れるとする起請文が提出された（なお、武田氏と山内上杉家の関係は悪化していたものの、未だに開戦に至っていなかったために晴信の仲介を受け入れたとみられる）。
しかし、今川義元や家臣の中には氏康や秘かに氏康と和睦していた晴信に対する不信感があったようで和議が纏まらず、晴信も今川氏重臣である松井貞宗に「関東の情勢を考えると北条を滅ぼすのは得策では無い」と、両上杉の勢力拡大を防ぐことが仲介の真意であることを漏らしてしまっている。
11月初旬、今川家重臣・太原雪斎を交えて誓詞を交し合った後、11月6日、北条氏は長久保城を今川氏に明け渡した（『高白斎記』による）。挟撃の片方を治めた氏康は河越城の戦いに打って出ることとなった。

### 甲相駿三国同盟
この講和により河東の乱は終息し、今川は遠江平定・三河侵攻、北条は北関東侵攻に専念する状況が生まれた。その後も今川と北条間は、不信による緊張状態にあったものの争乱に発展することはなく、天文21年（1552年）に晴信が仲介して甲駿相三国がそれぞれ婚姻関係を結び攻守同盟としての甲相駿三国同盟が成立した。

## 第三次河東一乱
なお、後世に成立した北条の軍記物（『関八州古戦録』、『小田原五代記』）には「天文23年（1554年）、義元が三河国に出兵している隙を突いて氏康が再び駿河に侵攻するが、義元の盟友である晴信の援軍などもあって駿河侵攻は思うように進まなかった」といった第3次河東一乱とみられる動きが描かれているが、この動きは今川氏や武田氏・近隣国に関する同時代史料・軍記からは確認できず、遺跡・史料研究の齟齬からも、小和田哲男、有光友学、黒田基樹他、今川氏や後北条氏、武田氏の研究者による見解は否定的である。

## 駿州錯乱と河東
桶狭間の戦いで今川義元が織田信長に討たれて以降、今川氏は三河松平氏（徳川氏）の自立など急速に勢力を弱め、永禄10年（1567年）武田晴信（信玄）は、駿甲同盟の破棄を宣言した。
永禄11年、武田晴信は徳川家康と連合して今川領に侵攻、富士川を下って駿府を占領すると、北条氏政は今川氏救援を名目に河東地域に進出して武田氏に寝返った葛山氏元を排除すると、興国寺城・深沢城・長久保城・吉原城・蒲原城などを占領した。氏政は武田氏に抵抗する地元の国衆から所領の安堵を求められるが、氏政はあくまでも遠江に逃れた今川氏真の名代の形式で安堵を行っている。翌永禄12年（1569年）4月に掛川城で徳川家康に降伏した氏真夫妻は北条領に送られ、晴信も一旦撤退した。
ところが、これを見た北条氏政は一転して河東を含めた今川領全域の併合に方針を転換、氏真に自分の嫡男である国王丸（北条氏直）を養子として将来的に家督を譲るように迫り承諾させ、これによって氏政は国王丸の後見として氏真の闕所処分権・知行宛行権に関与する権限を得ると共に今川氏を後北条氏の従属大名化させることに成功して、北条家臣に駿河の所領を与え始めた。ただし、今川家臣団に対する軍事指揮権は氏政が握ったものの、所領に関しては氏政ー氏真ー今川家臣という原則が守られていた。しかし、これに不満な今川氏真は妻の早川殿（北条氏康の娘・氏政の妹）と共に徳川家康の元に逃れ、また関東地方の状況も不安定なこと（関宿合戦）からこの構想も綻びが現れた。
これに対して武田晴信は大規模な反攻を開始し、北条氏の小田原城を包囲した後に撤退すると、追撃する北条軍を三増峠の戦いで破り、続いて駿河に再侵攻して武田氏撤退後に北条氏が押さえていた駿府などを一気に奪って、永禄12年末には北条軍は興国寺城・深沢城まで撤退した。その後も両者の攻防が続くが、元亀2年（1571年）に深沢城が武田氏に攻め落とされると、徳川家康との戦いに専念したい晴信と今川領併合構想が破綻した氏政の間で和解の機運が出てきた。同年11月の北条氏康の死をきっかけに両者の和平交渉は本格化し、当時伊豆国の一部と認識されていた戸倉城および黄瀬川以東・狩野川以南を除いた河東全域を武田氏に譲ることで甲相同盟が再締結されることになった。